# Kurt Peter Kremer
Kurt Peter Kremer (* 2. Juni 1922; † 5. Januar 2015 in Bochum) war ein deutscher Architekt. 
Kremer gründete sein Büro als selbständiger Architekt in Bochum im Jahr 1952. Er baute zunächst vor allem für kirchliche Einrichtungen. Ab den 1970er Jahren erhielt er Aufträge für zahlreiche öffentliche Bauwerke im Umfeld der neu entstehenden Ruhr-Universität Bochum, darunter mehrere Studentenwohnheime. Ferner war er an Umbauten von unter Denkmalschutz stehenden Gebäuden beteiligt, zum Beispiel am Deutschen Bergbaumuseum, dem ehemaligen Verwaltungsgebäude der Westfälischen Stahlwerke und am „Parkhaus“ im Stadtpark Bochum. 
Das 1971 von ihm errichtete Evangelische Hustadtzentrum wurde 2008 unter Denkmalschutz gestellt. Das Gebäude stellt eine typische Bauform der 1960er und 1970er Jahre unter Verwendung von Sichtbeton dar, gleichzeitig wurde damit Kremers jahrzehntelanges Schaffen in Bochum als für „diese Epoche mit seinen Arbeiten bedeutend“ gewürdigt.

## Ehrungen
Kremer wurde am 6. November 1997 mit dem Verdienstorden des Landes Nordrhein-Westfalen ausgezeichnet.